# (4086) Podalirius
(4086) Podalirius (1985 VK2) – planetoida z grupy trojańczyków okrążająca Słońce w ciągu 11 lat i 348 dni w średniej odległości 5,23 j.a. Została odkryta 9 listopada 1985 roku.